# Прокудин, Дмитрий Владимирович
Дмитрий Владимирович Прокудин — российский педагог, историк. Научный сотрудник Российской академии образования.

## Биография
Родился в г. Саратове (1961 год). Окончил исторический факультет Саратовского государственного университета (1983 год).
Преподавал историю в московских гимназиях, в том числе в 57-й школе и «Лига школ». Разработчик авторских программ по всеобщей истории, истории России и обществознанию для «Лиги Школ». Автор методических пособий «История Отечества. VII—XVII века» (1999) и «История мировых цивилизаций» (2004), изданных в рамках работы автора в Российской академии образования. Автор около 20 научных и научно-популярных статей, лауреат премии журнала «Знание-Сила» за 1993 г. Участник международного Российско-Шведского проекта «Живая история». Участник ряда семинаров в Национальном центре памяти Катастрофы и героизма «Яд Вашем» (Израиль), Мемориальный музей Холокоста (США), университетах и мемориальных центрах стран Европы. Старший методист фонда «Холокост». Редактор-составитель сборников Холокост в русской литературе М., 2006 (совм. с А. Гербер и И. Альтманом);
Холокост глазами учителя. М., 2006 (совм. с А. Гербер и И. Альтманом);
«Мы не можем молчать!» (Школьники и студенты о Холокосте) вып. 1 — 5, М., 2004—2009.
Автор предисловий к указанным сборникам. С 2015 года работает учителем истории и обществознания в физматшколе 2007 города Москвы, а так же тренером сборной Всероссийской Олимпиады школьников по МХК. 